# Katy Ugarte
Jhakeline Katy Ugarte Mamani (Sicuani, 21 de diciembre de 1971) es una profesora, maestra y política peruana, congresista de la república para el periodo 2021-2026. Fue Ministra de la Mujer, del 1 al 8 de febrero de 2022, durante el gobierno de Pedro Castillo.

## Biografía
Nació el 21 de diciembre de 1972 en la ciudad peruana de Sicuani.
Estudió Educación en la Universidad Nacional de San Antonio Abad del Cusco, donde se graduó como bachiller. Estudió una maestría en Gestión y Administración Educativa de la Universidad Nacional de San Agustín.
Fue docente en la Institución Educativa n.º 56012 Pampa Ccalasaya.

## Vida política
Postuló como regidora del distrito de Checca por el partido Acción Popular en las elecciones municipales de 2002, sin éxito. En las elecciones municipales de 2006, postuló como regidora de la provincia de Canchis por el partido político Adelante, sin éxito.

### Congresista
Fue elegida como congresista de la república, representando al departamento del Cuzco, en las elecciones parlamentarias de 2021 con 11 307 votos por el partido Perú Libre.
Durante su paso como congresista, presentó un proyecto de ley para reponer a la Carrera Pública Magisterial a cerca de catorce mil docentes que fueron cesados por no aprobar el examen de suficiencia del Ministerio de Educación en 2014.

### Ministra de Estado
El 1 de febrero de 2022, fue nombrada y juramentada por el presidente Pedro Castillo, como ministra de la Mujer y Poblaciones Vulnerables; formando así parte del Consejo de Ministros presidido por Héctor Valer.
Tras la renuncia de Valer por sus cuestionamientos, su cargo terminó el 8 de febrero del mismo año, siendo reemplazada por Diana Miloslavich.

## Controversias
En 2021 el Poder Judicial la declaró reo contumaz por estar implicada en un caso de difamación agravada en la ciudad de Sicuani. Fue declarada así debido a su inasistencia a la audiencia por el delito contra el honor en agravio de Roberto Escobar Moreno, cuando se desempeñaba como dirigente sindical.
En marzo de 2023, fue denunciada por sus trabajadores por recortarles el sueldo. Además, fue denunciada por despedir a una trabajadora embarazada, recibiendo una amonestación, en diciembre de dicho año, tras el pedido de reconsideración de la sanción planteada por el congresista Esdras Medina.